# Palacios de la Valduerna
Palacios de la Valduerna es un municipio y villa española de la provincia de León, en la comunidad autónoma de Castilla y León. Ubicada junto al valle del río Duerna, se encuentra en la comarca histórica de La Valduerna, de la que fue su núcleo más importante y es capital. Asimismo forma parte del partido judicial de La Bañeza. Con una superficie de 20.42 km², su término municipal comprende, además de la villa de Palacios de la Valduerna, la localidad de Ribas de la Valduerna.
Sus orígenes se encuentran en la residencia que construyó el monarca Alfonso V de León, a partir de la cual surgió la villa de Palacios del Rey. Tiempo después, a finales del siglo XIV, Enrique II de Castilla donó a la familia Bazán el señorío de la Valduerna, con sede en la villa de Palacios, que un siglo después alcanzó su momento de mayor esplendor con la concesión a sus señores del título de vizcondes, que conformaba en esos momentos 28 lugares. Sin embargo, los continuos pleitos con los frailes franciscanos de Astorga y el auge comercial de la vecina localidad de La Bañeza (liberada de la jurisdicción de Palacios de la Valduerna en 1523) hicieron que a lo largo del siglo XVI la villa perdiera poder. Finalmente los Bazán, a través de Pedro de Zúñiga Avellaneda y Bazán, V conde de Miranda, trasladaron su residencia definitiva a La Bañeza, con el título de marqués concedido en 1565, lo que motivó el inicio de la decadencia de Palacios de la Valduerna.
Comunicada con la red nacional de carreteras gracias a la autovía del Noroeste (Madrid-La Coruña), cuenta con una economía basada principalmente en el sector servicios, aunque con una destacada presencia del sector primario a través de cultivos de secano y de regadío, con productos como la alubia de La Bañeza-León, bajo Indicación Geográfica Protegida (IGP) desde 2006.
Entre su patrimonio monumental destacan, por un lado, la iglesia parroquial de Santa María, de posible origen altomedieval, y por otro el castillo de los Bazán, correspondiente a los siglos XIV y XV, del cual se conserva parte del lienzo oeste de la muralla y la torre que sirvió de vivienda a los vizcondes. A nivel cultural, entre las distintas festividades y eventos que tienen lugar a lo largo del año, sobresalen, durante el verano, la celebración del Día de la Valduerna, con desfile de pendones, y el encuentro «Poesía para vencejos», que se desarrolla en el patio del castillo y en el que participan varios poetas acompañados de música tradicional.

## Toponimia
El topónimo de Palacios de la Valduerna procede de la unión de, por un lado, la palabra latina palatium, con un significado de «casa señorial», cuya evolución natural derivó en Palacios, y por otro del topónimo Valduerna, en referencia al valle del río Duerna (cuyo nombre deriva del prerromano Ornia) en el que se asienta el municipio. Antiguamente se llamó Palacios del Rey, en alusión a la residencia palacial que construyó en el lugar el monarca Alfonso V de León.

## Geografía

### Ubicación

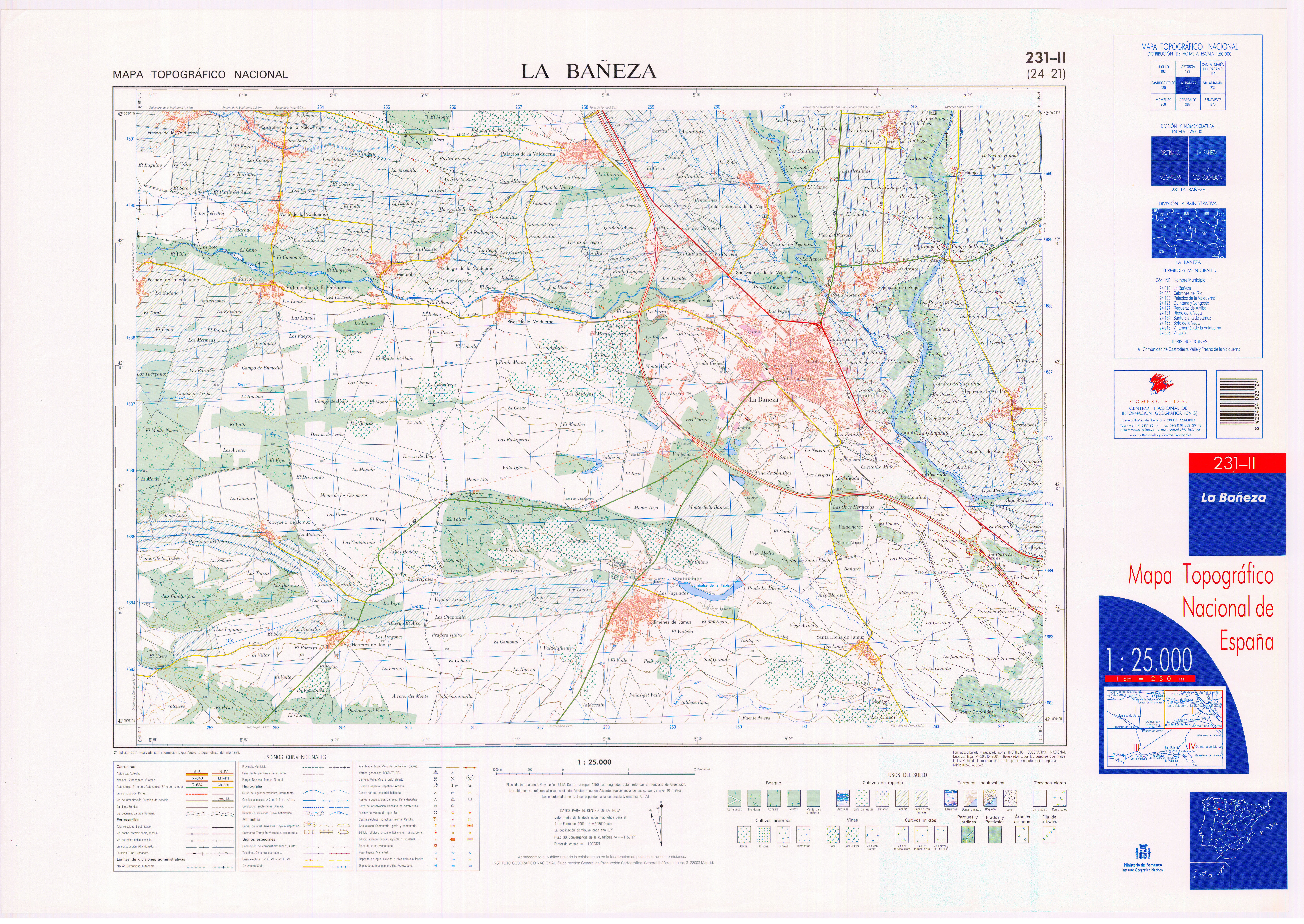
Fragmento de la hoja 231 del Mapa Topográfico Nacional de España de 2001 en el que se representa Palacios de la Valduerna

El término municipal de Palacios de la Valduerna, que abarca una superficie de 20.42 km², está situado al sur de la zona central de la provincia de León, en el valle del río Duerna, en la zona de transición entre la planicie del Páramo Leonés y los montes de León. Su territorio está representado en la hoja MTN50 (escala 1:50 000) 231 del Mapa Topográfico Nacional.
| Noroeste: Riego de la Vega           | Norte: Santa María de la Isla | Noreste: Soto de la Vega |
| Oeste: Villamontán de la Valduerna   |                               | Este: La Bañeza          |
| Suroeste Villamontán de la Valduerna | Sur: Santa Elena de Jamuz     | Sureste: La Bañeza       |

### Orografía

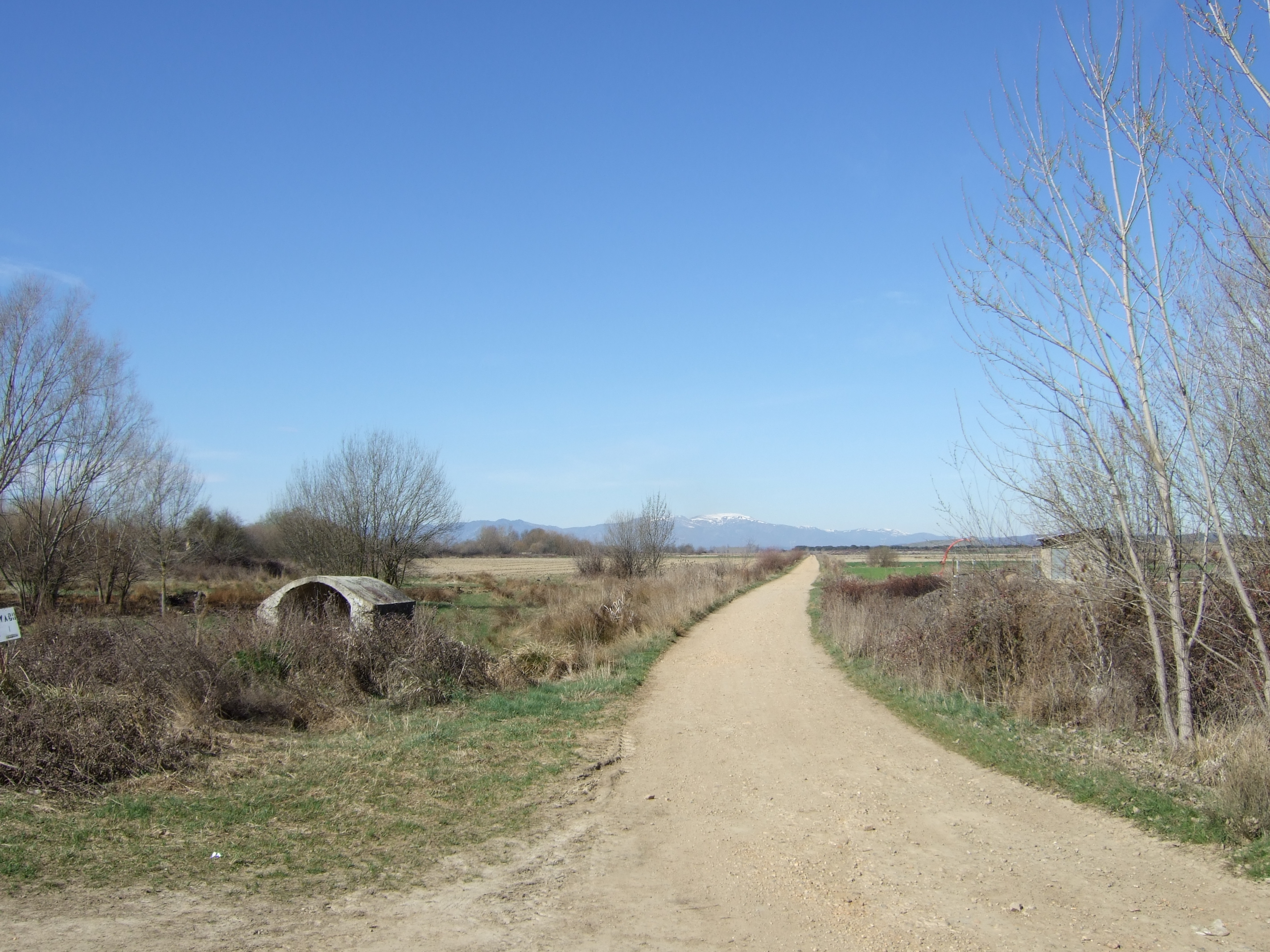
Campos de Palacios de la Valduerna con el monte Teleno al fondo

Dentro del término municipal la orografía presenta una zona central llana, en la vega situada entre los ríos Peces y Duerna, que no supera los 800 metros de altitud, y un leve ascenso hacia el noroeste y el sur a través de un paisaje de lomas que culminan en ambos casos a una altura en torno a los 810 metros.
Geológicamente, el municipio se encuentra en una zona de transición; por un lado, el conjunto constituyente del Macizo Galaico-Leonés, representado en el entorno de Palacios de la Valduerna por las primeras estribaciones de los montes de León (sierra del Teleno), abombamiento del antiguo zócalo paleozoico que en la era terciaria se fracturó a través de fallas que dieron lugar a distintas unidades en las que predominan materiales como las cuarcitas y las pizarras.
Por otro lado, la cuenca sedimentaria que ocupa la mayor parte de la comunidad autónoma, en la cual se distinguen dos tipos de materiales, los provenientes del viejo zócalo del Primario, constituidos por cuarcitas, pizarras, granitos y gneis, que aparecen en la parte oeste de la cuenca así como en los bordes de la Cordillera Cantábrica y el Sistema Central, y los materiales sedimentarios como arcillas, yesos o arenas, depositados durante el Terciario y Cuaternario en el centro de la cuenca.

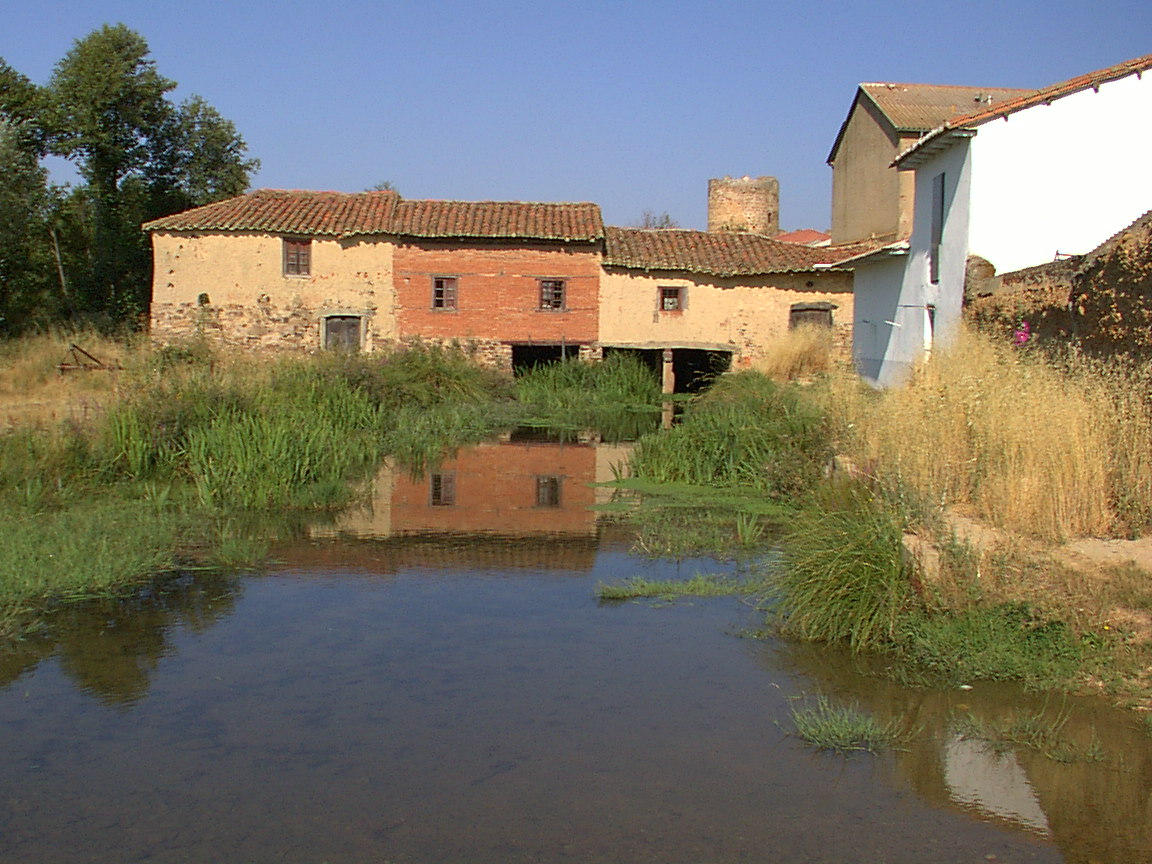
Molinos hidráulicos de Palacios de la Valduerna. Estos molinos son abastecidos por aguas del río Peces

### Hidrografía
La totalidad del municipio se encuadra dentro de la cuenca hidrográfica del Duero, caracterizándose sus cursos fluviales, como en buena parte de la provincia, por la irregularidad de su caudal, con estiajes en época estival y crecidas en otoño e invierno debido a la lluvia y a la fusión de las nieves.
La vega del río Duerna es la más importante del término municipal y, procedente de la sierra del Teleno, se extiende de oeste a este, junto a Ribas de la Valduerna. El Duerna desemboca en el río Tuerto al norte de La Bañeza. Algo más al norte de ese punto desemboca, también en el río Tuerto, el río de los Peces, que fluye en sentido oeste-este junto a la localidad de Palacios de la Valduerna. Otros cauces menores son los distintos arroyos que desembocan en ambos ríos así como los canales de riego.

### Clima
El clima en el municipio se clasifica como mediterráneo continentalizado, de inviernos fríos con frecuentes heladas, y veranos cálidos y secos. La oscilación térmica anual ronda los 15 °C mientras que la diaria supera en ocasiones los 20 °C. Las bajas precipitaciones se reparten de forma irregular a lo largo del año, con escasez de las mismas en verano, concentrándose al final del otoño, en los meses invernales y al principio de la primavera.
Según la clasificación climática de Köppen, Palacios de la Valduerna se encuadra en la variante Csb, es decir clima mediterráneo de veranos suaves, con la media del mes más cálido no superior a 22 °C, pero superándose los 10 °C durante cinco o más meses. Se trata de un clima de transición entre el mediterráneo (Csa) y el oceánico (Cfb). Gracias a la estación meteorológica de La Bañeza, situada a tan solo 5 km, los parámetros climáticos pueden resumirse de la siguiente forma:
| Parámetros climáticos promedio de La Bañeza                                                                                        | Parámetros climáticos promedio de La Bañeza | Parámetros climáticos promedio de La Bañeza | Parámetros climáticos promedio de La Bañeza | Parámetros climáticos promedio de La Bañeza | Parámetros climáticos promedio de La Bañeza | Parámetros climáticos promedio de La Bañeza | Parámetros climáticos promedio de La Bañeza | Parámetros climáticos promedio de La Bañeza | Parámetros climáticos promedio de La Bañeza | Parámetros climáticos promedio de La Bañeza | Parámetros climáticos promedio de La Bañeza | Parámetros climáticos promedio de La Bañeza | Parámetros climáticos promedio de La Bañeza |
| Mes | Ene.                                        | Feb.                                        | Mar.                                        | Abr.                                        | May.                                        | Jun.                                        | Jul.                                        | Ago.                                        | Sep.                                        | Oct.                                        | Nov.                                        | Dic.                                        | Anual                                       |
| --- | ------------------------------------------- | ------------------------------------------- | ------------------------------------------- | ------------------------------------------- | ------------------------------------------- | ------------------------------------------- | ------------------------------------------- | ------------------------------------------- | ------------------------------------------- | ------------------------------------------- | ------------------------------------------- | ------------------------------------------- | ------------------------------------------- |
| Temp. media (°C) | 3.3                                         | 4.8                                         | 7.2                                         | 9.4                                         | 12.9                                        | 17.2                                        | 20.2                                        | 19.5                                        | 16.4                                        | 11.5                                        | 6.8                                         | 4                                           | 11.1                                        |
| Precipitación total (mm) | 54.1                                        | 40.3                                        | 28.5                                        | 40.8                                        | 49.6                                        | 36                                          | 18.8                                        | 11.7                                        | 26.2                                        | 47.3                                        | 48.7                                        | 45.3                                        | 447.3                                       |
| Fuente: Ministerio de Agricultura, Alimentación y Medio Ambiente. Datos de precipitación (1962-1998) y de temperatura (1961-1998). |                                             |                                             |                                             |                                             |                                             |                                             |                                             |                                             |                                             |                                             |                                             |                                             |                                             |

## Naturaleza
Flora

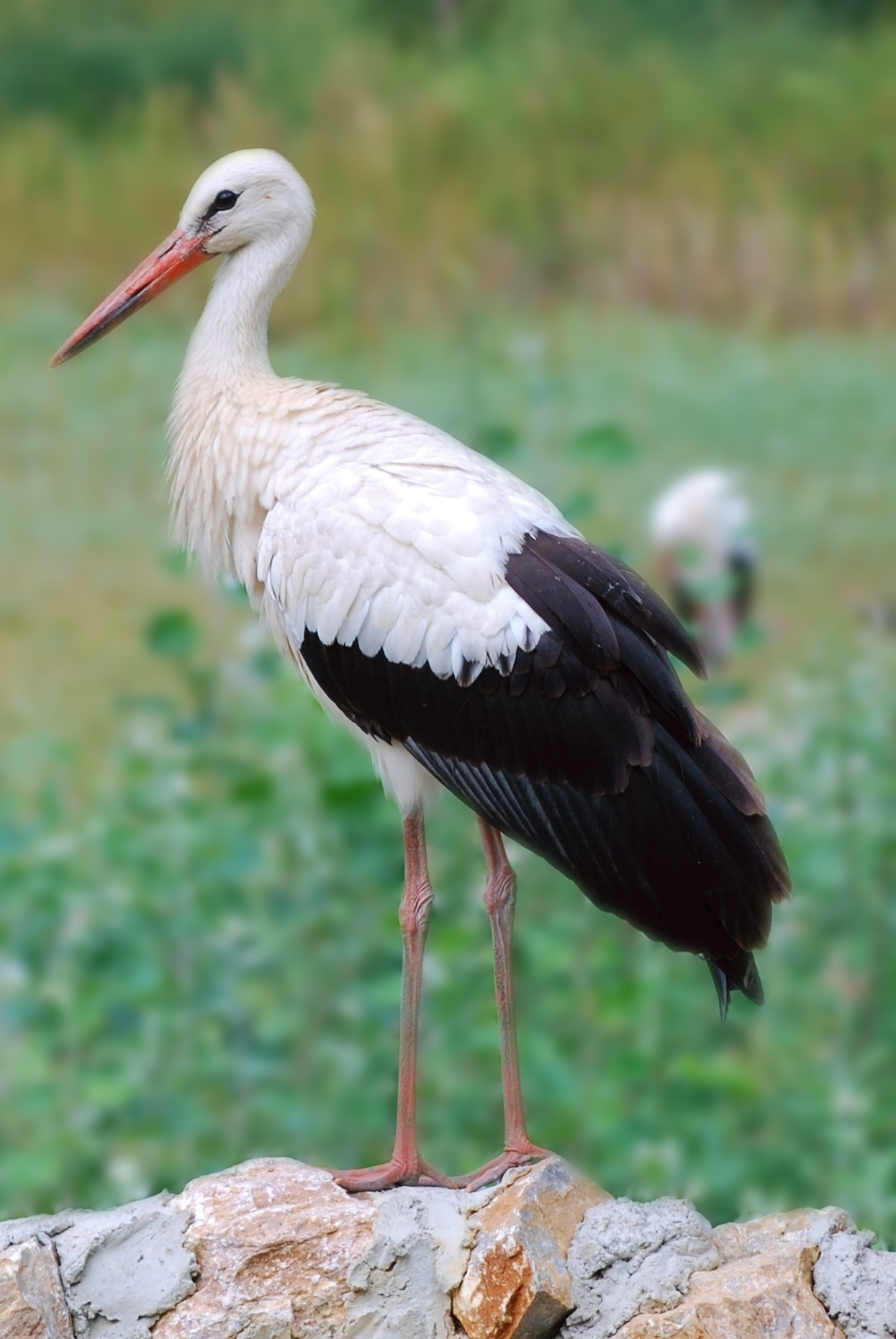
La cigüeña blanca es un residente habitual en el municipio

El término municipal de Palacios de la Valduerna se encuentra en el piso bioclimático supramediterráneo, por lo que su vegetación clímax son las especies marcescentes y las coníferas. Entre ellas nos encontramos con el rebollo, en las zonas más frescas y húmedas, sobre depósitos cuaternarios y suelos predominantemente silíceos. También está presente la encina a través de una masa homogénea al noroeste del municipio (pico del Águila y Las Huertas), muy degradada, en estado tallar y con pies raquíticos, debido a su uso tradicional para carboneo y leña, algo que también sucede en el resto de la provincia, y en cuyo estrato inferior se encuentran especies como genistas, lavandas o pies de liebre. En la vega de los ríos Peces y Duerna, así como a la vera de arroyos y canales, aparte de las plantaciones de chopos, encontramos álamos, sauces o alisos. El resto del territorio municipal se corresponde con eriales y terrenos de cultivo.
Fauna
El municipio cuenta con una fauna rica y variada debido a su situación de transición entre el mundo mediterráneo y el eurosiberiano. Así, en cuanto a los íctidos, las aguas de Palacios de la Valduerna sustentan especies como trucha común, bordallo, barbo común o lamprehuela, a los que acompañan mamíferos como la nutria. Entre las distintas especies de anfibios y reptiles están presentes la rana común, el tritón jaspeado, el lagarto ocelado o las culebras viperina y de collar. En las zonas llanas del municipio se encuentran aves como el cernícalo o el azor común y pequeños mamíferos como el conejo. En el entorno de los núcleos de población son comunes las cigüeñas blancas, la golondrina, el vencejo común, la paloma torcaz, distintas especies de páridos, las grajas o rapaces como el milano real. Por último, en las zonas de pastizales o monte bajo están presentes aves como la perdiz roja y mamíferos como el corzo, el zorro y, ocasionalmente, el lobo.

## Historia

### Edad Antigua
Previamente a la llegada de los romanos, que se hicieron con su control tras las guerras cántabras, el territorio en el que se asienta Palacios de la Valduerna estaba ocupado por la tribu astur de los orniacos u ornios, pueblo agrícola con centro en Intercatia (localizada según algunas teorías en Villalís de la Valduerna) que asimismo ya conocía la riqueza aurífera de la zona. Dicha riqueza minera atrajo a los romanos, que ejercieron un control de las explotaciones mediante un campamento militar situado a la altura de la citada localidad de Villalís de la Valduerna, con los orniacos como mano de obra que extraía el oro para a continuación transportarlo a Asturica Augusta. Su territorio fue parte del convento Asturicense, perteneció a la provincia Tarraconense y, desde finales del siglo III, a Gallaecia, siendo cruzado, de sur a norte, por la llamada Vía de la Plata, que unía Augusta Emerita con Asturica Augusta.

### Edad Media

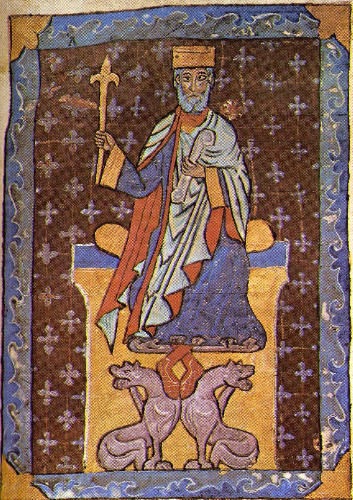
El monarca Alfonso V de León, fundador de la villa

Entre el final de la dominación romana y los primeros tiempos de la Reconquista son escasas las referencias históricas con las que contamos, hasta que ya en tiempos del monarca Alfonso III de Asturias se menciona a Rodrigo Fernández de Valduerna como señor de estas tierras. Ya en el siglo X fue el lugar elegido por el monarca Alfonso V de León, en parte como refugio frente al acoso de las tropas musulmanas y en parte como residencia veraniega, para establecer en determinados momentos su residencia y su corte, a partir de la cual surgiría la villa de Palacios del Rey. En 1167 Palacios de la Valduerna es citada como capital de un realengo donado por la Corona a la orden de San Juan y dos años después el resto de su patrimonio en Valduerna fue donado al monasterio de San Pedro de Montes, al que retornó en 1195 tras un breve periodo de posesión real. Finalmente, a partir de 1234, Palacios de la Valduerna y su jurisdicción volvieron a ser patrimonio regio, situación que perduró hasta finales del siguiente siglo.
Durante el siglo XIV la casa de Benavides (con Men de Benavides a la cabeza) contaba con varias posesiones en la Valduerna, pero en 1366 el monarca Enrique II de Castilla les despojó de ellas y donó a Juan González Bazán el señorío de Valduerna, con sede en Palacios, que desde ese momento se apellidó de la Valduerna. Este hecho provocó que, a la muerte del monarca, en 1395 Pedro González de Bazán, señor de Palacios de la Valduerna, tuviera un pleito con Día Sánchez de Benavides, hijo de Men, por dichas posesiones, que acabó favorable a los Bazán. Tales donaciones respondían al deseo de Enrique II de Castilla de rodearse de una nueva nobleza que sustituyese a la que sirvió a sus antecesores tras el vacío provocado por la desaparición de la vieja nobleza.
En 1452, durante el reinado de Enrique IV de Castilla, los Bazán ostentaban el título de vizcondes de Palacios de la Valduerna, entre los que destaca el primero de ellos, Pedro González de Bazán, que alzó al señorío a su máximo esplendor, que comprendía en esos momentos un total de 28 lugares, principalmente en el valle del Duerna.

### Edad Moderna
Si bien a finales de la Baja Edad Media, durante el siglo XV, el señorío de Palacios de la Valduerna llegó a su máxima hegemonía sobre la comarca circundante, en el siglo XVI la villa fue decayendo hasta convertirse en un lugar dependiente de los marqueses de La Bañeza, quienes mantuvieron el título de vizcondes de Palacios de la Valduerna. Entre los motivos de ese ocaso se encuentran principalmente dos: por un lado, los continuos pleitos mantenidos entre los Bazán y los frailes del convento de San Francisco de Astorga (que siempre consiguieron ganarlos) con motivo de unas rentas que previamente estos percibían, pero que, tras la creación de un convento en Palacios de la Valduerna, dejaron de recibir.
Por otro lado, el auge de la vecina población de La Bañeza, provocado por los privilegios que paulatinamente le otorgaron los vizcondes, que en 1523 recibió de Pedro de Bazán, III Vizconde de los Palacios de la Valduerna, la concesión de un documento por el que la apartaba de la jurisdicción de Palacios de la Valduerna, podía tener jueces propios y daba libertad a sus vecinos con respecto a los deberes señoriales que tenían con los Bazán. Desde ese momento, La Bañeza empezó a crecer, incrementándose los mercados, mientras que Palacios de la Valduerna perdió una fuente de ingresos a través de los impuestos. A todo ello se añadían los pleitos que mantenía el vizconde con sus tíos por la posesión de las villas de San Pedro de Latarce y Ceinos de Campos, que finalmente quedaron fuera del dominio del vizconde a finales de siglo XVI.
A mediados de este último siglo, María, la hija de Pedro de Bazán, heredó el señorío y contrajo nupcias con Francisco de Zúñiga y Avellaneda, IV conde de Miranda, momento a partir del cual los Bazán se despreocuparon de Palacios de la Valduerna y centraron toda su atención en la villa de La Bañeza. El heredero de ambos, Pedro de Zúñiga Avellaneda y Bazán, V conde de Miranda, situó su residencia definitiva en esta última con el título de marqués de La Bañeza, concedido por el rey Felipe II en 1565, lo que dio inicio a la decadencia de la villa de Palacios de la Valduerna.

### Edad Contemporánea

Escudo de los Bazán

A la caída del Antiguo Régimen quedó constituido en ayuntamiento constitucional del mismo nombre, y tal como cita Sebastián Miñano en su Diccionario geográfico y estadístico de España y Portugal (1826-1829), contaba con audiencia propia y jurisdicción sobre 37 localidades. Su población era de 446 habitantes y producía trigo, cebada, centeno y lino, y criaba ganado lanar, vacuno, mular y caballar. Años más tarde, Pascual Madoz en su Diccionario geográfico-estadístico-histórico de España y sus posesiones de Ultramar (1845-1850), lo sitúa ya dentro del partido de La Bañeza, con 1746 almas (habitantes) y una economía basada igualmente en la agricultura de legumbres, cereales, lino, patatas y vino y la ganadería de vacuno. Tras la pérdida de habitantes al desligarse del municipio Villamontán de la Valduerna junto con otras localidades, comenzó una progresiva recuperación, beneficiada asimismo por la mejora de las comunicaciones a partir de 1898 con la llegada del ferrocarril, y superó los 1300 habitantes en los años cuarenta. Sin embargo, y al igual que ocurrió en el resto de España, Palacios de la Valduerna sufrió las consecuencias del éxodo rural hacia las ciudades en busca de nuevas oportunidades de trabajo perdiendo casi 600 habitantes entre 1960 y 1981. A ello hubo que añadir en 1985 el cierre del ferrocarril Vía de la Plata, que comprometió las comunicaciones de la comarca hasta que en 1998 se inauguró la autovía del Noroeste, hecho que aun así no ha evitado el continuo descenso de población.

## Demografía

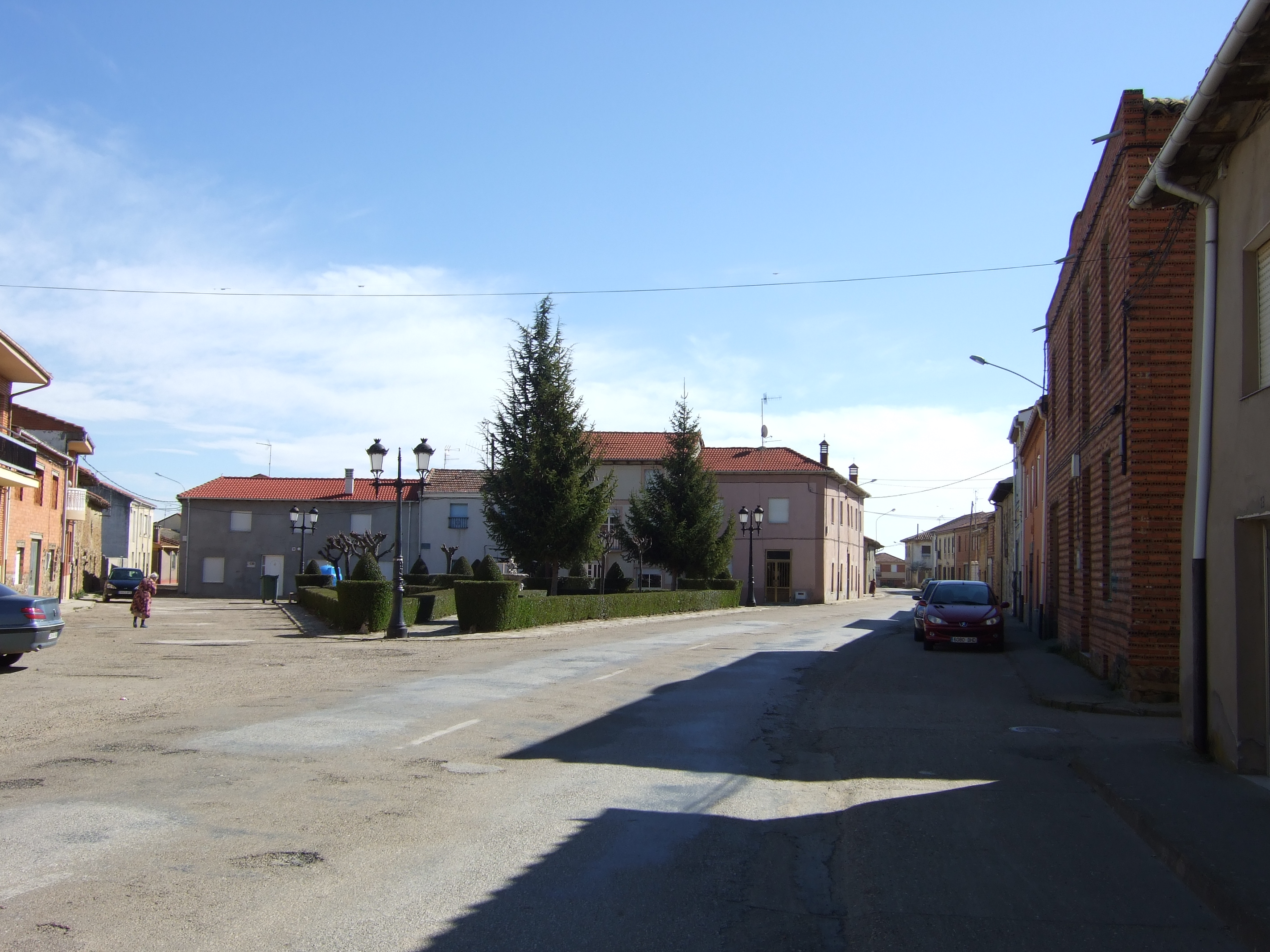
Plaza del Grande

Cuenta con una población de 353 habitantes (INE 2024). La población está registrando un progresivo descenso desde finales del siglo XX como consecuencia del envejecimiento de la población, la escasez de nacimientos y la emigración hacia núcleos más dinámicos, tan solo matizado por la llegada de inmigrantes extranjeros.
Evolución de la población
| Gráfica de evolución demográfica de Palacios de la Valduerna entre 1842 y 2021 |
| |
| Población de derecho según los censos de población del INE Población de hecho según los censos de población del INE Entre el censo de 1857 y el anterior disminuye el término del municipio porque independiza a Villamontán de la Valduerna |

Distribución de la población

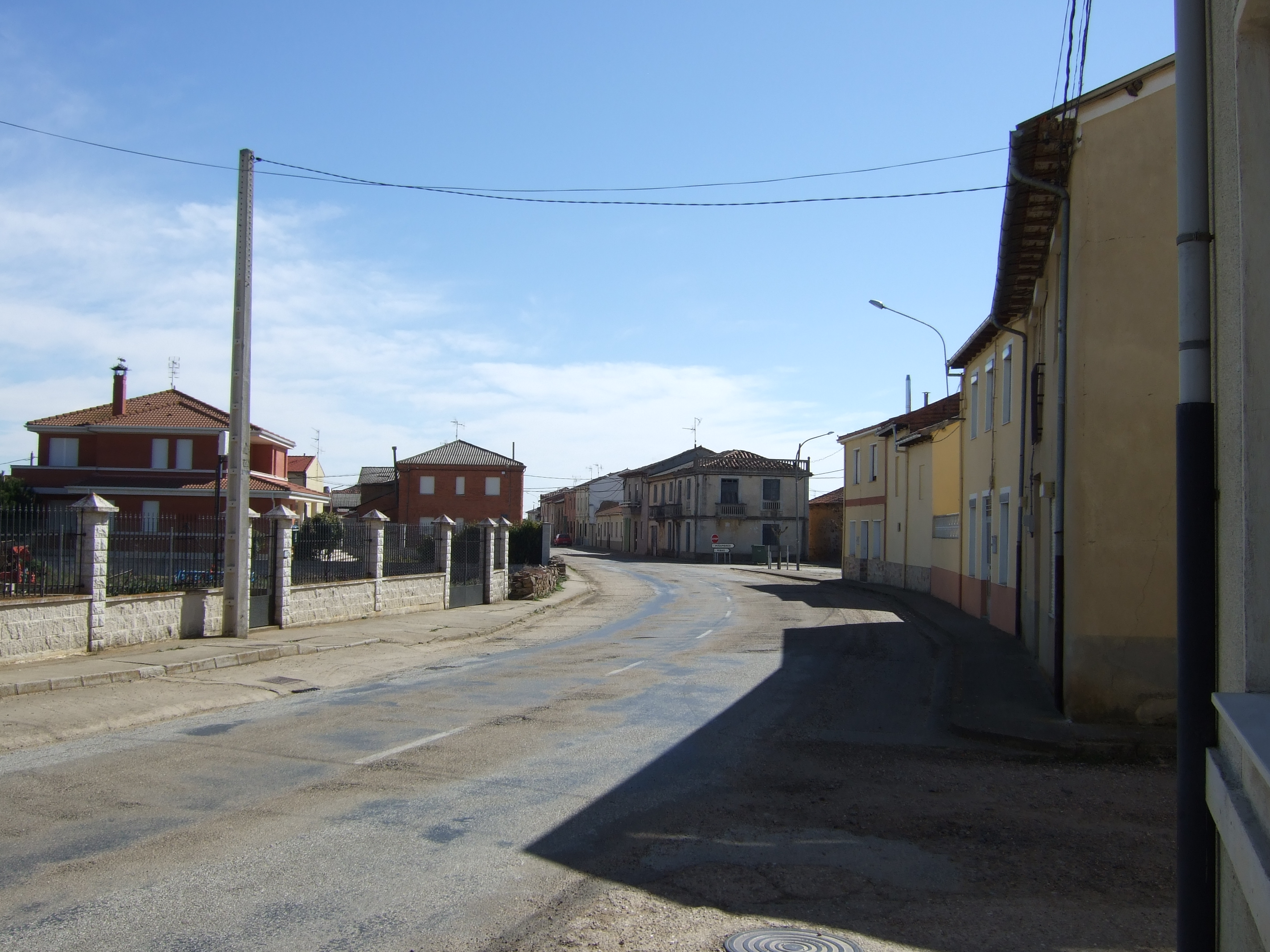
La pérdida de población es característica del municipio en las últimas décadas

Las entidades de población que componen el término municipal de Palacios de la Valduerna son las siguientes:
| Entidad de Población                           | Coordenadas                               | Pob. (2019) | Mapa                                                 |
| ---------------------------------------------- | ----------------------------------------- | ----------- | ---------------------------------------------------- |
| Palacios de la Valduerna                       | 42°19′40″N 5°56′18″O / 42.32778, -5.93833 | 274         | \| Palacios de la Valduerna Ribas de la Valduerna \| |
| Ribas de la Valduerna                          | 42°18′23″N 5°57′11″O / 42.30639, -5.95306 | 105         | \| Palacios de la Valduerna Ribas de la Valduerna \| |
| Total                                          |                                           | 379         | \| Palacios de la Valduerna Ribas de la Valduerna \| |
| Fuente: INE, 2019                              |                                           |             | \| Palacios de la Valduerna Ribas de la Valduerna \| |
| Palacios de la Valduerna Ribas de la Valduerna |                                           |             |                                                      |

Movimiento migratorio
En cuanto al colectivo inmigrante, según el padrón municipal de 2019 del INE, en Palacios de la Valduerna residían 13 personas procedentes de otros países: 7 hombres y 6 mujeres. Por continentes, 12 procedían de Europa y uno de África, y en relación con los países de origen, nueve habitantes son portugueses, tres búlgaros y uno marroquí.

## Transporte y comunicaciones
Parque de vehículos de motor

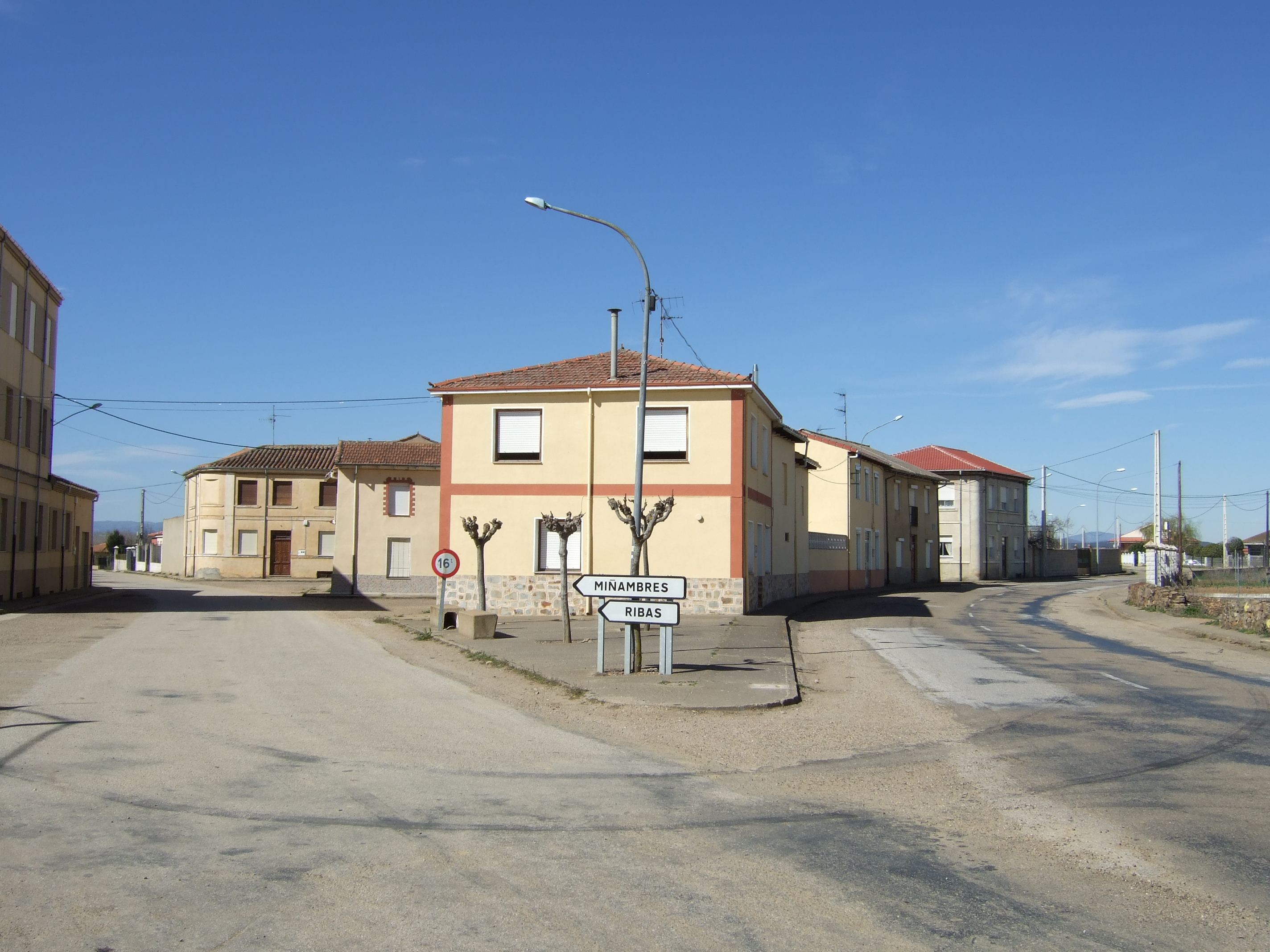
Bifurcación de las carreteras de Ribas de la Valduerna y Tabuyo del Monte en el oeste de la villa

En 2011, el municipio contaba con un total de 322 vehículos de motor, que representan 545.3 automóviles por cada 1000 habitantes. El punto de Inspección Técnica de Vehículos más cercano se encuentra en el polígono industrial de Astorga.
| Tipo de vehículo | Cantidad |
| Automóviles      | 247      |
| Camiones         | 44       |
| Motocicletas     | 20       |
| Autobuses        | 0        |
| Tractores        | 2        |
| Otros vehículos  | 9        |
| Total            | 322      |

Red viaria

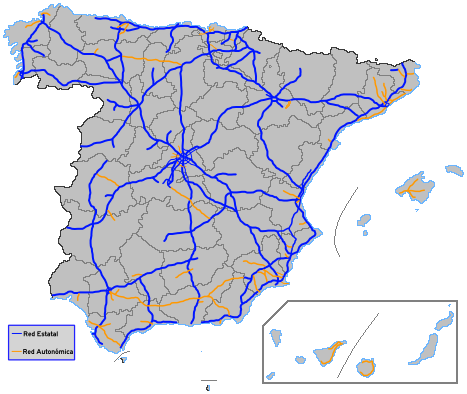
A través de la autovía del Noroeste, Palacios de la Valduerna está integrado en la red principal de carreteras del país

Lugar de paso de la antigua Vía de la Plata, el municipio de Palacios de la Valduerna está conectado con el resto de la provincia y del país a través de varios viales de distinta categoría:
| Identificador | Denominación           | Itinerario                                                  |
| ------------- | ---------------------- | ----------------------------------------------------------- |
| A-6           | Autovía del Noroeste   | Discurre entre Madrid y La Coruña.                          |
| N-6           | Carretera de La Coruña | Discurre entre Madrid y La Coruña.                          |
| LE-7401       | Carretera provincial   | Discurre entre Palacios de la Valduerna y Tabuyo del Monte. |
| LE-7407       | Carretera provincial   | Comunica con Miñambres de la Valduerna.                     |
| LE-7418       | Carretera provincial   | Comunica con Ribas de la Valduerna.                         |

Autobús

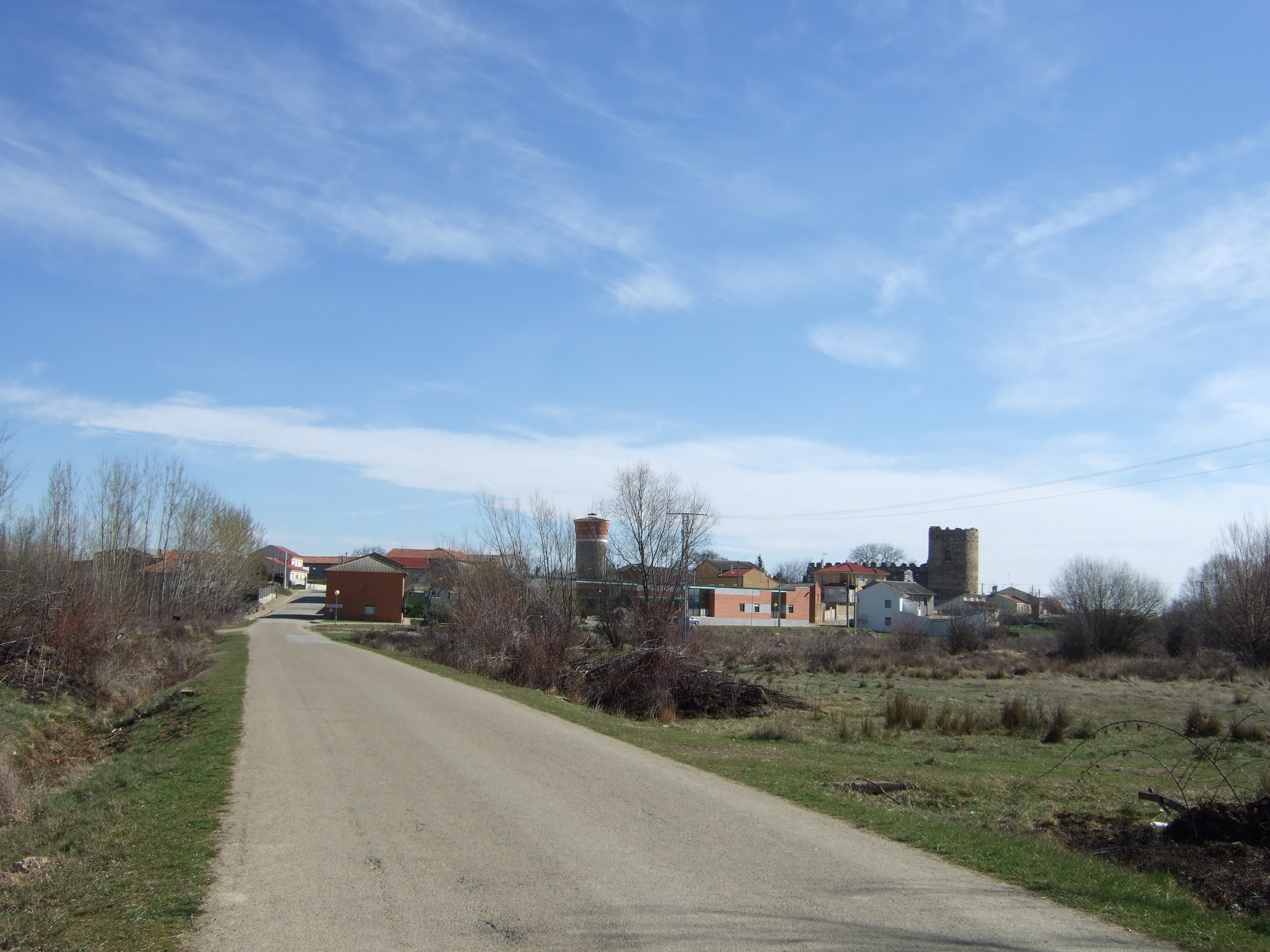
Acceso a Palacios de la Valduerna desde el oeste

Antes de su cierre en 1983, el Vía de la Plata permitía al municipio las comunicaciones por ferrocarril

Para el transporte de viajeros, la compañía ALSA ofrece servicios por carretera entre la villa y distintos destinos nacionales y comarcales como por ejemplo Astorga, La Bañeza o Benavente.
Ferrocarril
Hasta 1983 circulaba por el municipio el ferrocarril Vía de la Plata, construido en 1898, que salvaba la distancia entre Astorga y Plasencia. Desde hace varios años, numerosas organizaciones y empresas reclaman su reapertura para vertebrar eficazmente el oeste peninsular y recuperar la alternativa de transportar mercancías por ferrocarril.
Transporte aéreo
El aeropuerto de León, que entró en servicio en 1999, es el único aeropuerto ubicado en la provincia y el más cercano al municipio, encontrándose entre Valverde de la Virgen y San Andrés del Rabanedo, a 57 kilómetros de Palacios de la Valduerna. Asimismo, las otras opciones más cercanas para el transporte aéreo son los aeropuertos de Valladolid y Asturias, situados a 137 y 215 kilómetros respectivamente.

## Economía
El sector primario siempre ha tenido un peso importante en la economía del municipio. La riqueza de la vega del río Duerna y de los terrenos circundantes provoca que más del 17 % de los trabajadores del municipio se inscriban en este sector mientras que, por el contrario, las empresas del sector primario apenas suponen un 6.3 %. Los cultivos mayoritarios son de trigo y cebada en secano y remolacha y maíz en regadío, aunque también se utiliza parte de las riberas de los ríos para la silvicultura, con la plantación intensiva de chopos. La ganadería se centra sobre todo en la cabaña ovina, porcina y vacuna. Respecto a la distribución del suelo, los terrenos municipales se distribuyen de la siguiente forma: herbáceos (65.04 %), forestales (13.37 %), pastos (7.41 %), leñosos (4.88 %) y otros usos (9.31 %).
El sector secundario ocupa al 18 % de los trabajadores, aunque el número de empresas comprende el 25 % del total. El sector más presente es el alimentario, cuyo máximo representante es la planta embotelladora de agua mineral Teleno, propiedad de la empresa Lands & Building SL, que desde 2007 toma como materia prima el manantial Luengo, situado en Palacios de la Valduerna, que surge de manera natural a nivel del suelo. Respecto al sector de la construcción, es el que menor número de trabajadores emplea, tan solo un 12.2 %, y representa prácticamente la misma cifra el número de empresa del sector, un 12.5 %.

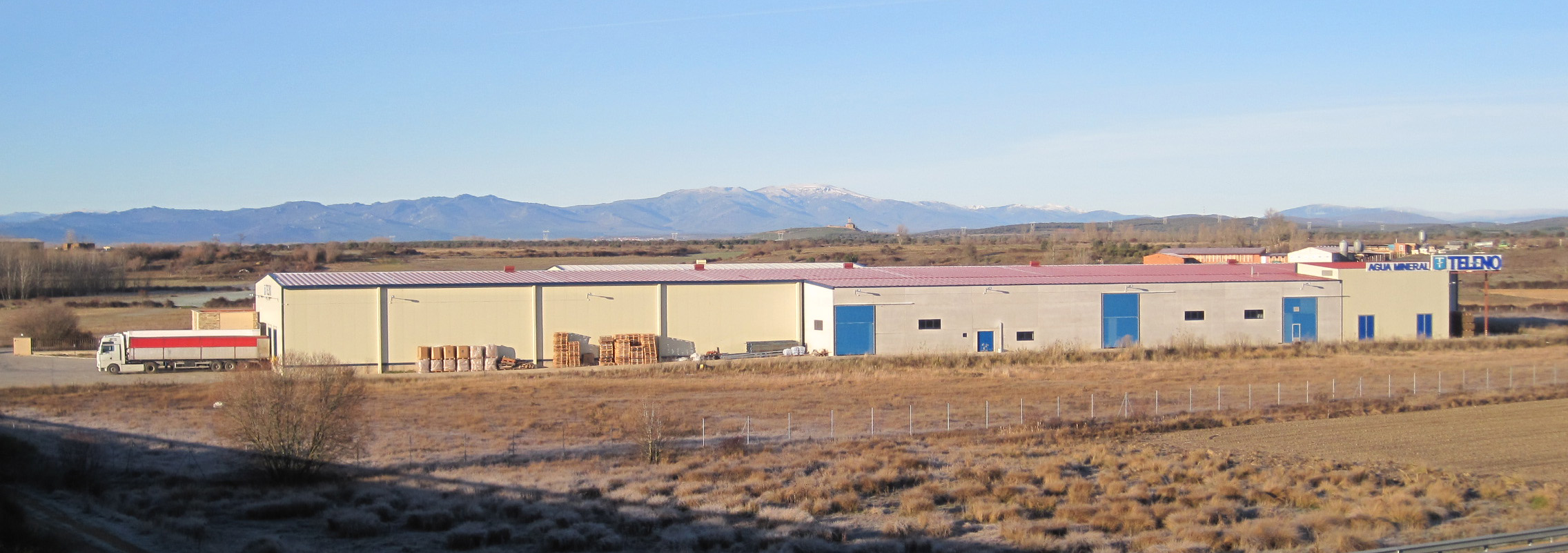
Planta embotelladora de agua mineral

El sector servicios es el más importante en el conjunto de la economía municipal. Ello se ve corroborado por el número de trabajadores que emplea, que representan el 52 % del total, y el alto porcentaje de empresas, un 56.3 %. Predomina un comercio tradicional, encontrándose los supermercados más cercanos en La Bañeza y Astorga. Dentro del sector servicios, el turismo tiene una presencia testimonial en el municipio que desde 2005 cuenta con un centro de turismo rural.
En total, en junio de 2012 existían en el municipio un total de 15 establecimientos que ocupaban a 99 trabajadores. En cuanto al desempleo, a lo largo del siglo XXI ha pasado de 2 personas en mayo de 2005 a 19 personas en marzo de 2020, de las cuales 10 eran hombres y 9 eran mujeres.

## Símbolos
El escudo heráldico municipal fue aprobado el 21 de diciembre de 2007 y oficializado en 2008, y su descripción la siguiente:

Escudo de forma rectangular, cuadrilonga y redondeada en la parte inferior (arco carpanel al revés, sin punta). Acaudalado. Particiones del campo: Medio cortado y partido. Tres cuarteles. Primer cuartel: De plata, un león rampante de púrpura, diestrado, lenguado, uñado y coronado en oro. Segundo cuartel: Sobre campo de sinople un castillo en plata y a sus pies en faja tres ondas alternas en azur y tres en plata. Tercer cuartel: De oro, dos pendones en gules y vara en sable. Timbrado con la Corona Real cerrada.

De los tres cuarteles, el primero, con un león rampante, hace referencia a la pertenencia del municipio al reino de León; el segundo refleja la torre del homenaje del castillo de los Bazán, que impartían jurisdicción en la zona por imposición real, así como tres importantes caudales del municipio (río Duerna, río Peces y La Rauda) a través de tres ondas de azur y plata; el tercero, a través de dos pendones, representa cada una de las localidades que conforman el municipio, Palacios de la Valduerna y Ribas de la Valduerna.

## Gobierno y administración
Administración municipal
La administración local del municipio se realiza a través de un ayuntamiento de gestión democrática, cuyos componentes se eligen cada cuatro años por sufragio universal. El censo electoral está compuesto por todos los residentes empadronados en Palacios de la Valduerna, mayores de 18 años y con nacionalidad de cualquiera de los países miembros de la Unión Europea. Según lo dispuesto en la Ley del Régimen Electoral General, que establece el número de concejales elegibles en función de la población del municipio, la corporación municipal está formada por 7 ediles, los cuales se han distribuido de la siguiente forma en los últimos años:
| Partido político   | 1979    | 1979       | 1983    | 1983       | 1987    | 1987       | 1991    | 1991       | 1995    | 1995       | 1999    | 1999       |
| Partido político   | % votos | concejales | % votos | concejales | % votos | concejales | % votos | concejales | % votos | concejales | % votos | concejales |
| PP (AP hasta 1989) | -       | -          | 38.06   | 3          | -       | -          | 21.61   | 1          | 54.99   | 4          | 55.13   | 4          |
| PSOE               | -       | -          | 61.94   | 4          | 51.15   | 4          | 45.13   | 4          | 42.36   | 3          | 42.63   | 3          |
| UPL                | -       | -          | -       | -          | -       | -          | -       | -          | -       | -          | 1.12    | 0          |
| UCD                | 55.33   | 4          | -       | -          | -       | -          | -       | -          | -       | -          | -       | -          |
| CDS                | -       | -          | -       | -          | 44.7    | 3          | 16.31   | 1          | -       | -          | -       | -          |
| Otros              | 44.67   | 3          | -       | -          | -       | -          | 16.68   | 1          | -       | -          | -       | -          |

| Partido político | 2003    | 2003       | 2007    | 2007       | 2011    | 2011       | 2015    | 2015       | 2019    | 2019       |
| Partido político | % votos | concejales | % votos | concejales | % votos | concejales | % votos | concejales | % votos | concejales |
| PP               | 59.85   | 4          | 64.44   | 5          | 64.69   | 5          | 64.56   | 5          | 68.09   | 5          |
| PSOE             | 39.64   | 3          | 32.22   | 2          | 33.66   | 2          | 4.21    | 0          | 30.85   | 2          |
| Otros            | -       | -          | -       | -          | -       | -          | 29.47   | 2          | -       | -          |

Áreas municipales

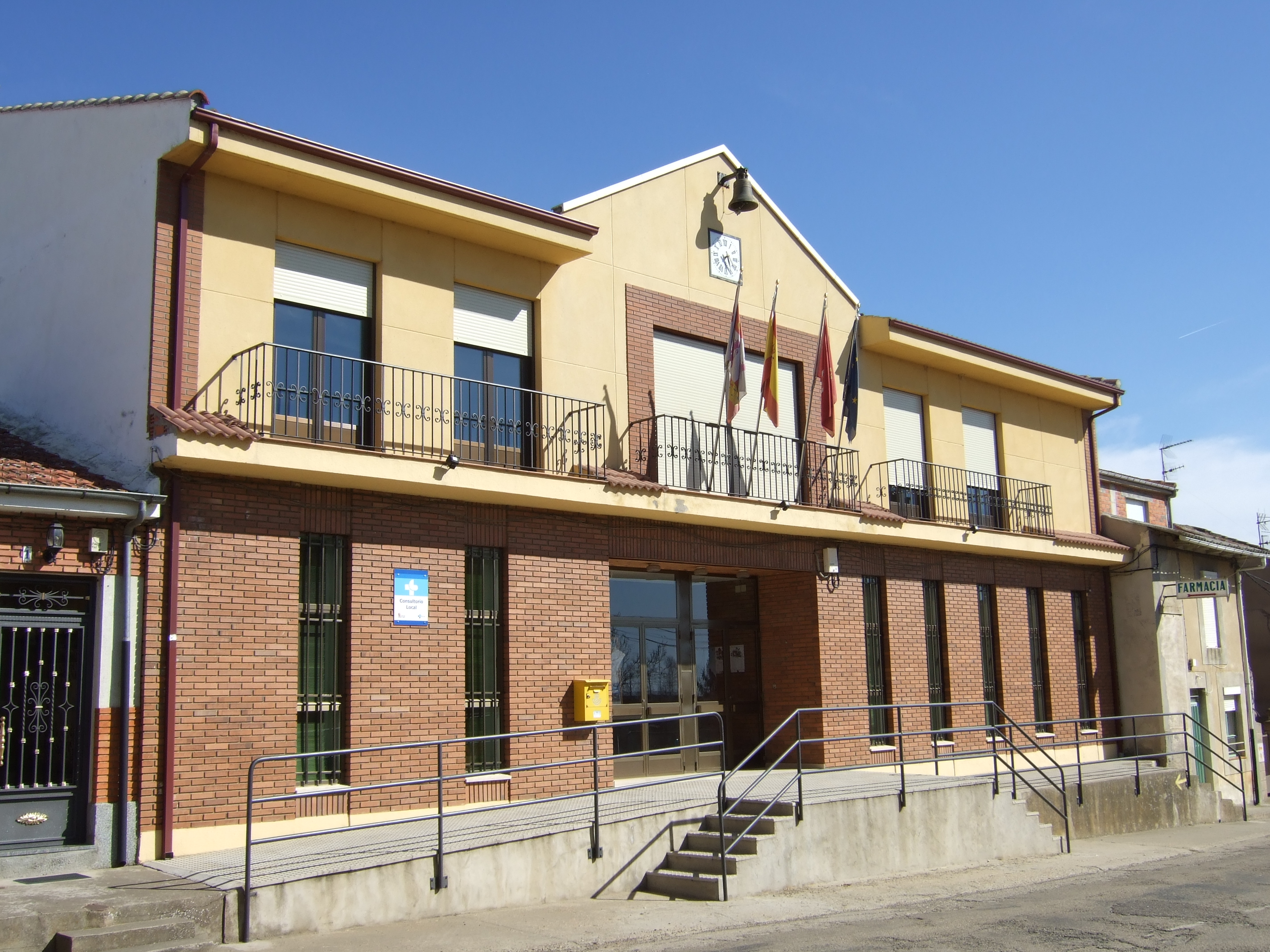
Sede del Ayuntamiento

La gestión ejecutiva municipal está organizada en varias áreas al frente de las cuales hay un concejal del equipo de gobierno. Cada área de gobierno tiene varias delegaciones en función de las competencias que se le asignan y que son variables de unos gobiernos municipales a otros. El actual equipo de gobierno está encabezado por la alcaldesa Maximina Domínguez Guerra.
División administrativa
En el municipio, además de la cabecera, se encuentra la localidad de Ribas de la Valduerna, próxima a la villa de Palacios de la Valduerna.
Administración judicial
Palacios de la Valduerna pertenece al partido judicial número 3 de la provincia de León, con sede en La Bañeza, cuya demarcación comprende dicha ciudad más otras poblaciones de las comarcas limítrofes, y cuenta con dos juzgados de primera instancia e instrucción.

## Equipamientos y servicios
Educación

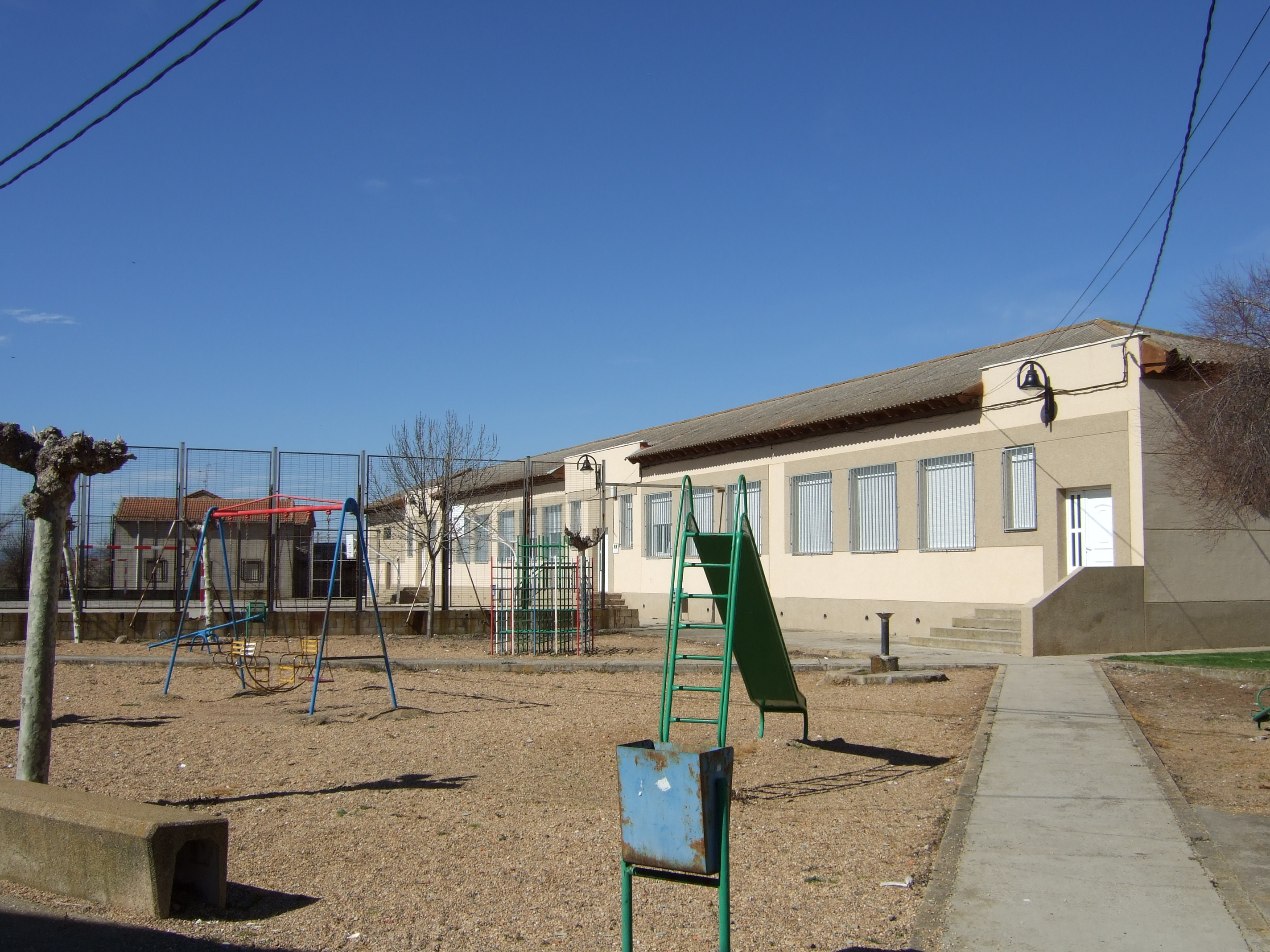
Colegio «Valle del Duerna»

Hasta 2023, el municipio contaba con un aula de educación infantil y primaria perteneciente al CRA «Valle del Duerna», cuyo centro principal está en Destriana. En cuanto a educación secundaria, Palacios de la Valduerna no cuenta con centros propios por lo que sus estudiantes han de acudir a los existentes en La Bañeza donde se encuentran dos de carácter público (IES Vía de la Plata y IES Ornia) y uno de carácter concertado, Nuestra Señora del Carmen, todos ellos gestionados por la Consejería de Educación de la Junta de Castilla y León a través de la Delegación Provincial de Educación de León.
Sanidad

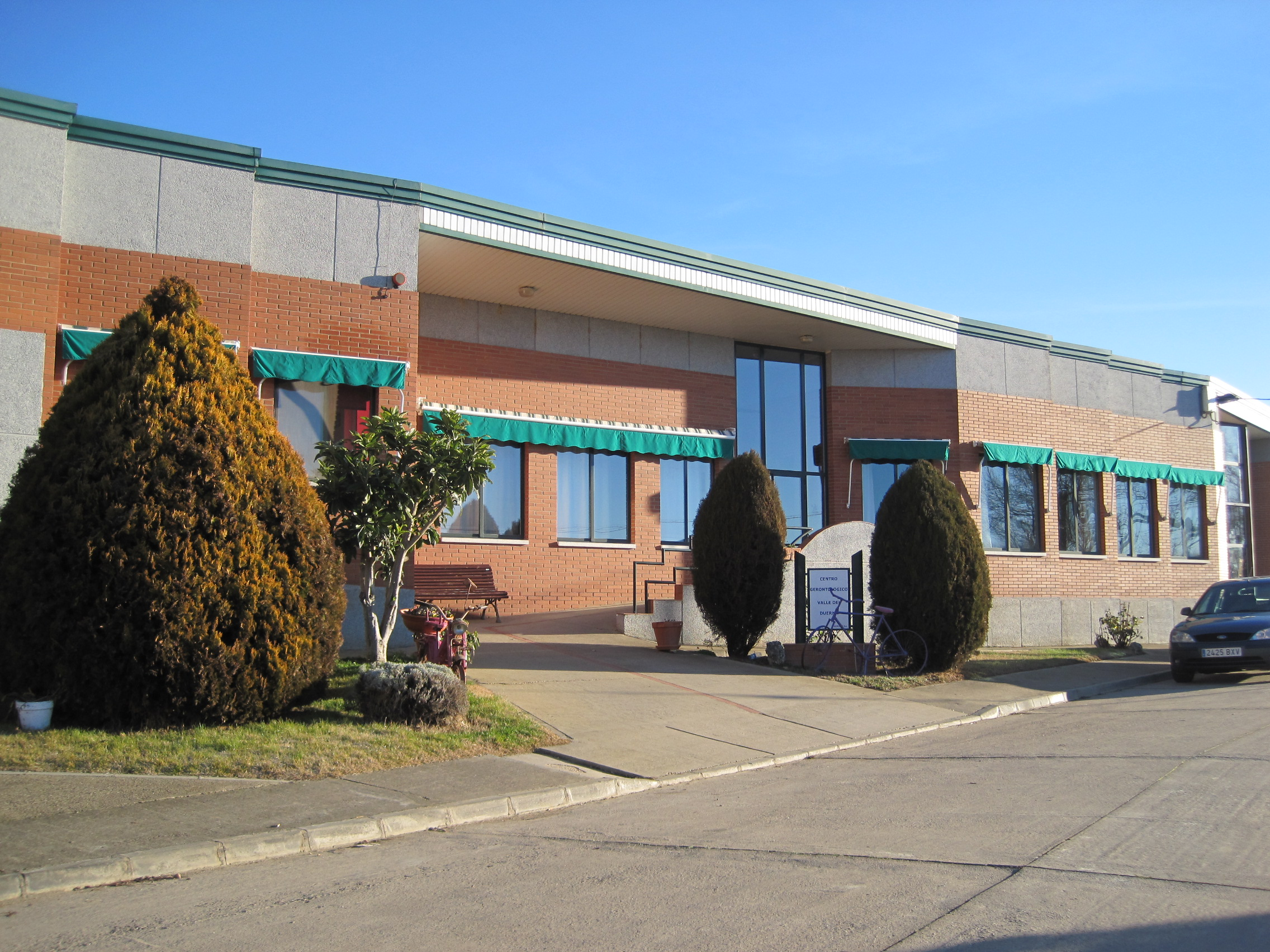
La villa cuenta con una residencia de personas mayores

El sistema sanitario del municipio se presta a través del sistema público de salud, gestionado por Sacyl (Sanidad Castilla y León), mediante un consultorio médico que ofrece varios servicios a la semana, dependiente del centro de salud de La Bañeza, el cual cuenta con un servicio de guardia 24 horas y en el cual se centraliza la zona básica de salud «La Bañeza II», a la cual pertenece y que incluye numerosas localidades de las zonas limítrofes. Asimismo, Palacios de la Valduerna cuenta con una farmacia.
Por otro lado, el municipio no cuenta con un centro hospitalario cercano por lo que sus habitantes han de acudir a los existentes en la capital provincial como el Hospital de León. Por este motivo, desde hace varios años distintos colectivos reclaman la construcción de un hospital comarcal para las zonas de Astorga y La Bañeza.
Servicios sociales
En cuanto a servicios sociales, Palacios de la Valduerna cuenta con una residencia de personas mayores, de titularidad privada (Valle del Duerna), que dispone de 36 plazas, tanto para válidos como asistidos.

## Cultura

### Patrimonio histórico-artístico

#### Arquitectura civil y militar

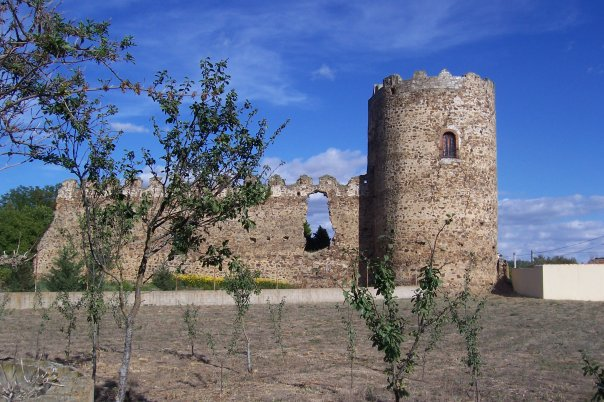
Torre y muralla del castillo de los Bazán

Antiguamente la localidad estuvo rodeada por una cerca de la cual quedan algunos restos materiales en su parte sur y la nomenclatura en el callejero (calle de las Cercas) en su parte norte. Como era costumbre en la zona durante la Baja Edad Media, los materiales utilizados fueron tierra apisonada y cantos rodados a través de un tapial recubierto con piedra en su parte externa. Constaba de dos accesos a la villa, uno por el este y otro por el oeste. Asimismo se conservan noticias de la cerca en la documentación histórica, como una sentencia de 1454 en la que se obliga a localidades del entorno a reparar la torre y el muro de la cerca de Palacios de la Valduerna, o un documento de 1485 en el que se menciona el asalto a la villa, tras destrozar la cerca, por gente armada de Astorga que contaba con el beneplácito de los Osorio, familia con la que los Bazán rivalizaron por cuestiones de influencia.

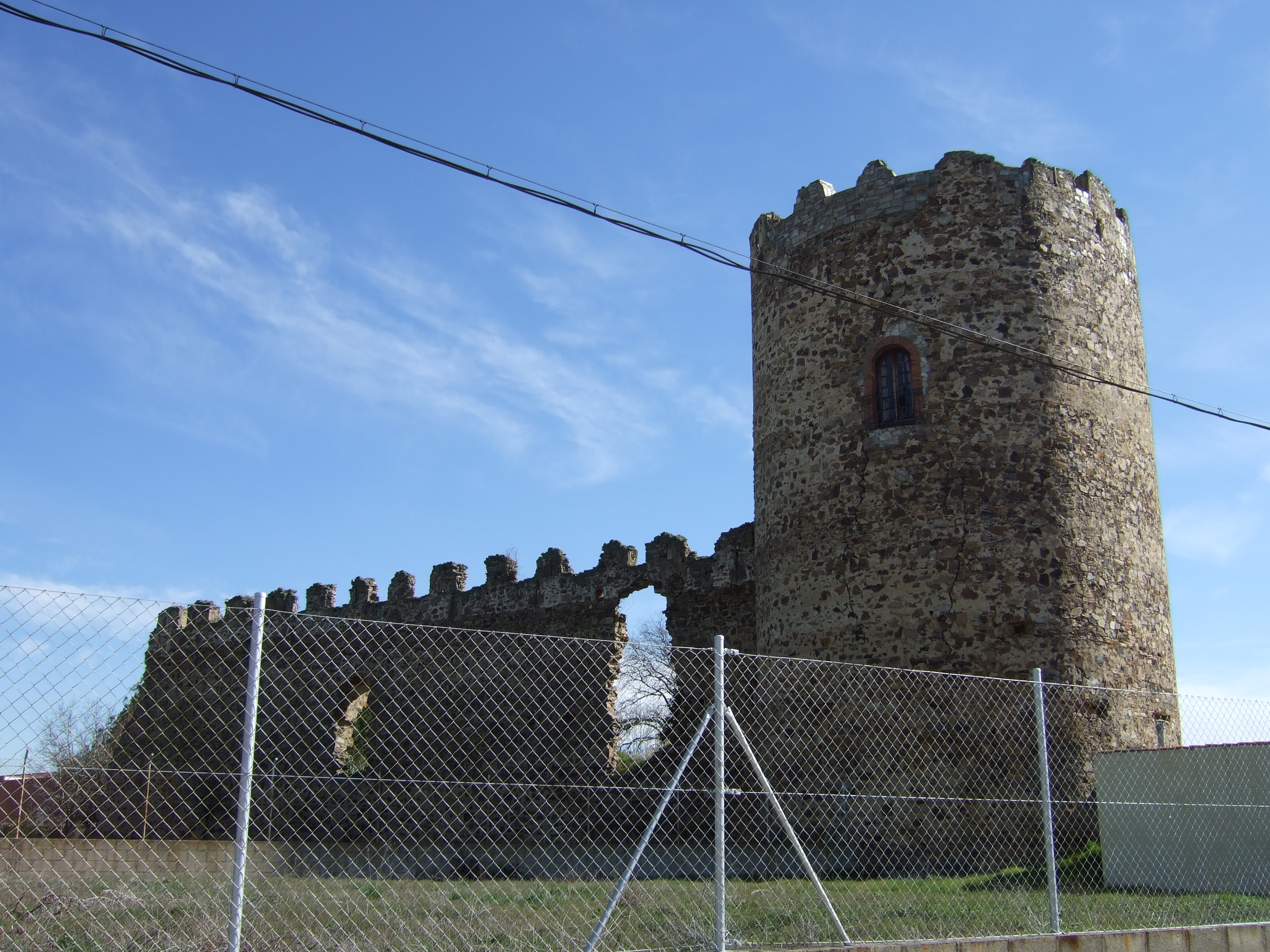
El castillo de los Bazán sirvió de vivienda a los Vizcondes de la Valduerna hasta que estos decidieron trasladarse a La Bañeza

Respecto al castillo, el Padre Sotes afirmó que existieron tres construcciones, pero solo es posible documentar el existente. El edificio se alza al suroeste de la villa, en un alto desde el que se domina el valle del Duerna. Se desconoce la fecha de construcción, pero se supone que corresponde al siglo XIV o XV, momento de mayor esplendor del señorío de los Bazán. Se trata de una edificación sencilla, típica del citado periodo, que constaba de cuatro torres cúbicas, tres de ellas de carácter defensivo y una cuarta que sirvió de vivienda a los vizcondes. En conjunto, conformaba un trapecio irregular con una superficie de unos 600 m²; los materiales de construcción fueron piedras unidas con argamasa y ladrillos para las bóvedas de las torres. Contaba con dos entradas, una principal al oeste para el señor, de la cual quedan restos, y otra secundaria en el lienzo este para la servidumbre o los animales.
Con el tiempo el castillo cayó en desuso y ya en 1753, según el Catastro de Ensenada, la construcción estaba parcialmente derruida y se usaba para trabajar unos pequeños huertos. En 1906-1908, según el Catálogo Monumental de España obra de Manuel Gómez-Moreno, el edificio estaba en proceso de derribo, conservándose dos de los cubos (nordeste y suroeste), una galería de arcos al sur y una puerta con arco ojival al este. A mediados de siglo, gracias al Decreto de 22 de abril de 1949, la construcción quedó bajo la protección del Estado, independientemente de su estado de conservación.
Se conserva parte del lienzo oeste de la muralla y la torre que sirvió de hábitat. Esta presenta dos ventanales con arco de medio punto y bóveda de cañón en la techumbre, con un espesor de los muros de tres metros en las dos primeras plantas y de medio metro en la parte alta de la torre. La entrada se realiza por la planta baja y se asciende a través de una escalera interior. A pesar de la restauración llevada a cabo en 1982, gracias a la cual el propietario del inmueble la convirtió en vivienda, la asociación Hispania Nostra mantuvo el castillo en su lista roja de patrimonio debido a la ruina progresiva que representaban sus restos a excepción de la torre, y no es posible su visita al tratarse de una propiedad privada.

#### Arquitectura religiosa

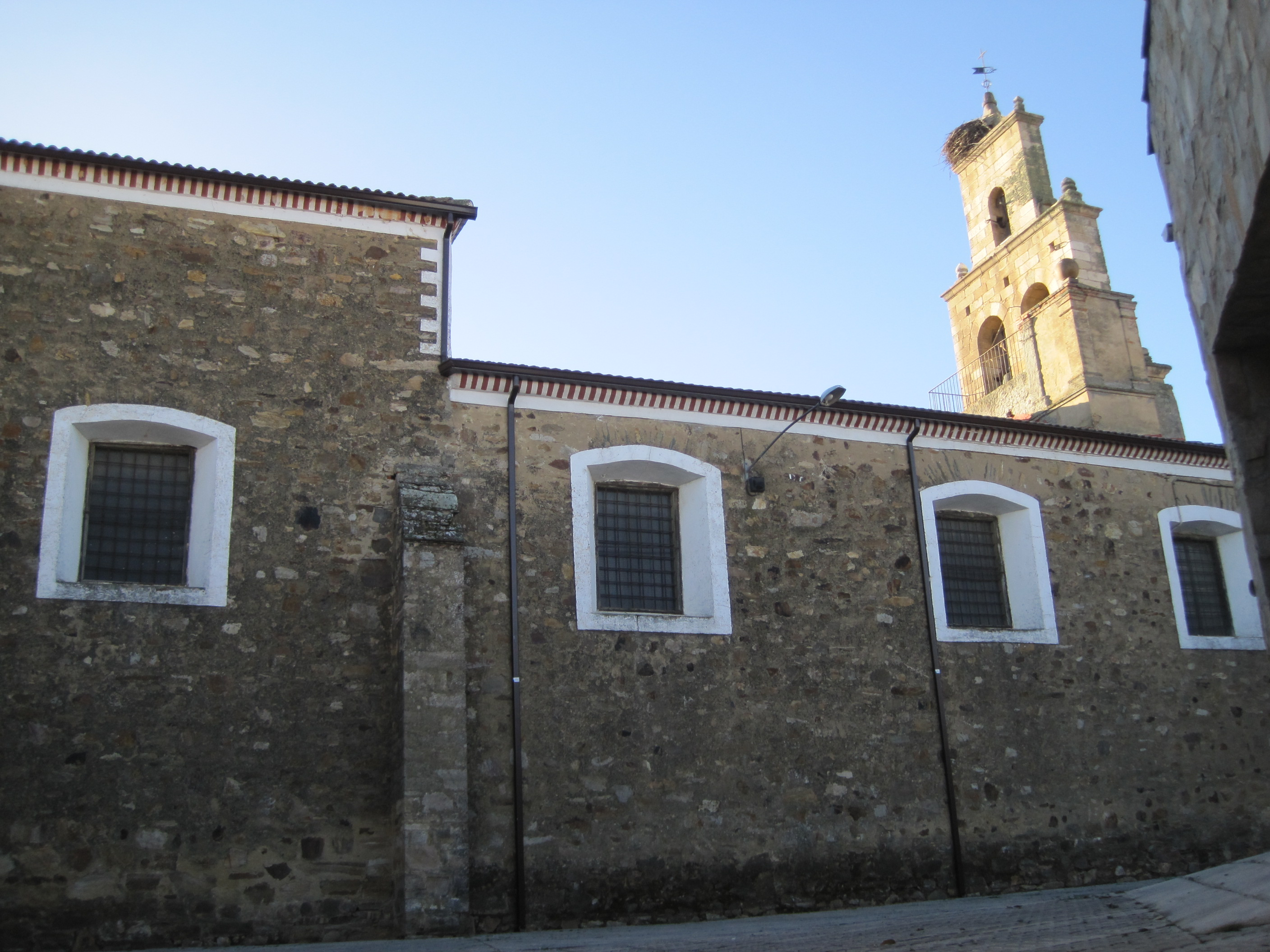
Iglesia de Santa María

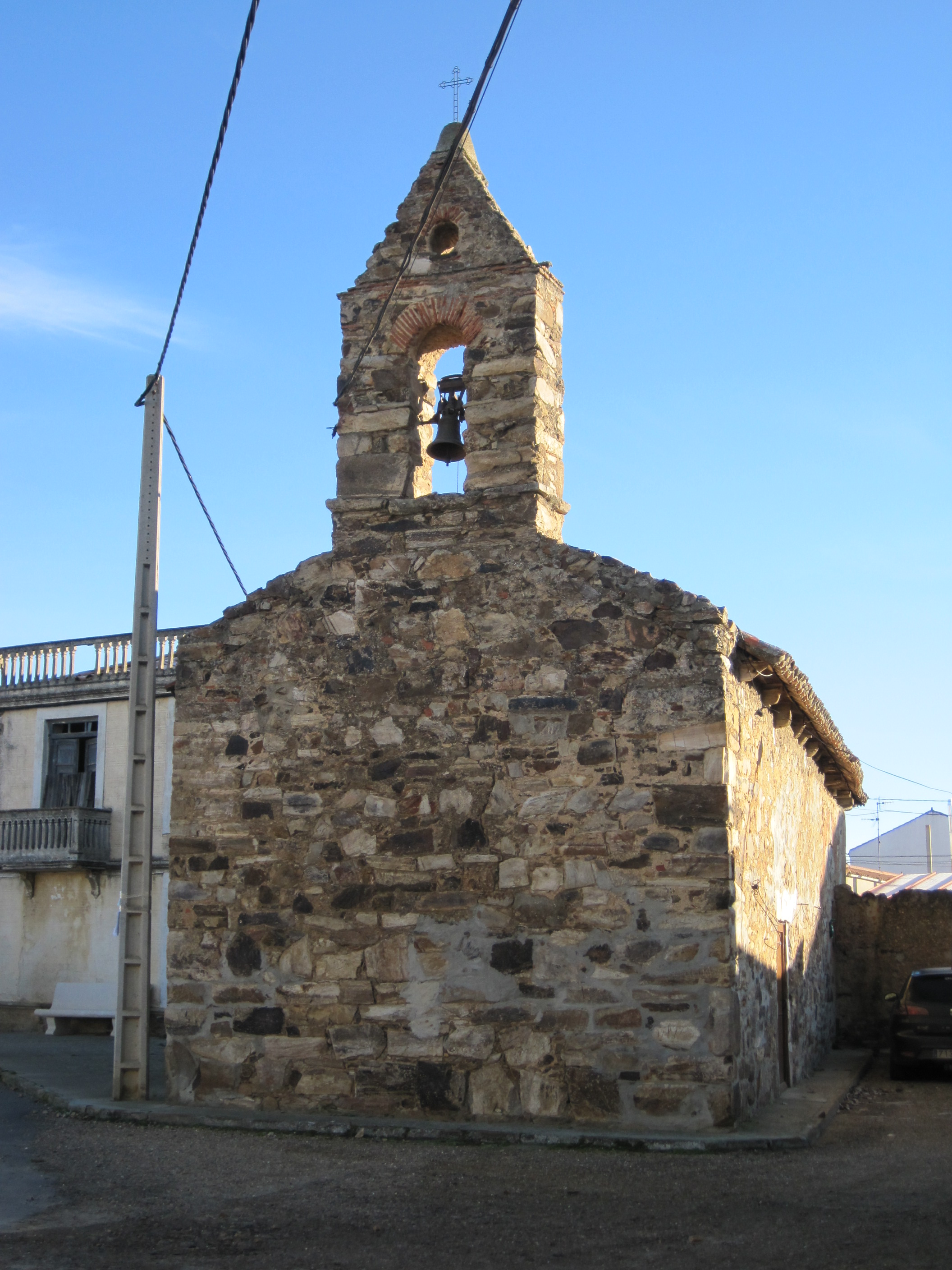
Ermita de San Pedro

Con la llegada del primer vizconde, Pedro de Bazán, el señorío de Palacios de la Valduerna llegó a su máximo esplendor al mandar construir dos iglesias y un convento, el de Sancti Spiritus, erigido con la intención de competir con el de San Francisco en Astorga. Fue habilitado en el lugar donde existía una capilla a San Juan, pero los primeros frailes fueron expulsados al poco tiempo por su mala conducta, razón por la cual el vizconde lo cedió a los dominicos. Asimismo, fue dotado con los bienes donados tiempo atrás a la capilla de Santa María de Astorga, lo que en la práctica suponía el traspaso de todas las rentas astorganas al convento de Palacios de la Valduerna.

...apoyado (el vizconde) en una bula amenazó con gravísimas penas a los renteros si continuaban pagando al convento de San Francisco de Astorga y muchos de ellos por miedo comenzaron a pagarlas a los Dominicos de Palacios.
Padre Sotes

Tal hecho provocó que los franciscanos solicitasen mediación al papa Pío II que, a través de un juez, falló a favor de San Francisco de Astorga. La sentencia no fue aceptada por el vizconde, que continuó durante el resto de su vida inmerso en pleitos con los franciscanos, lo que provocó el deterioro económico del señorío. Su hijo, Juan de Bazán, volvió a Roma en busca del fallo de un nuevo juez, en este caso Fray Francisco de Villagarcía, cuyo veredicto, en 1525, fue nuevamente favorable al convento de San Francisco.

...siguieron los Dominicos en pleitos junto a los Bazán, hasta varios siglos después y destrozaron y deshicieron dicha fundación, usurpando casi todas las rentas del convento de los Dominicos de Palacios.
Padre Sotes

En el siglo XVIII, los Bazán —ya como marqueses de La Bañeza—, y una vez finalizados los pleitos con los franciscanos, dejaron de proteger el convento de Palacios de la Valduerna y los renteros se alzaron con sus posesiones. En cuanto a la iglesia de Santa María, se desconoce su origen, pero puede remontarse a los primeros años de existencia de la población pues debido a la restauración del templo, en su interior se hallaron varias pinturas tardo-románicas. La construcción actual es muy posterior y muestra la misma tipología existente en otros templos de la zona. En el interior se guarda la imagen del Cristo de los Afligidos. Por último, su patrimonio monumental se completa con la casa blasonada de los Bazán y con la ermita de San Pedro.

### Festividades

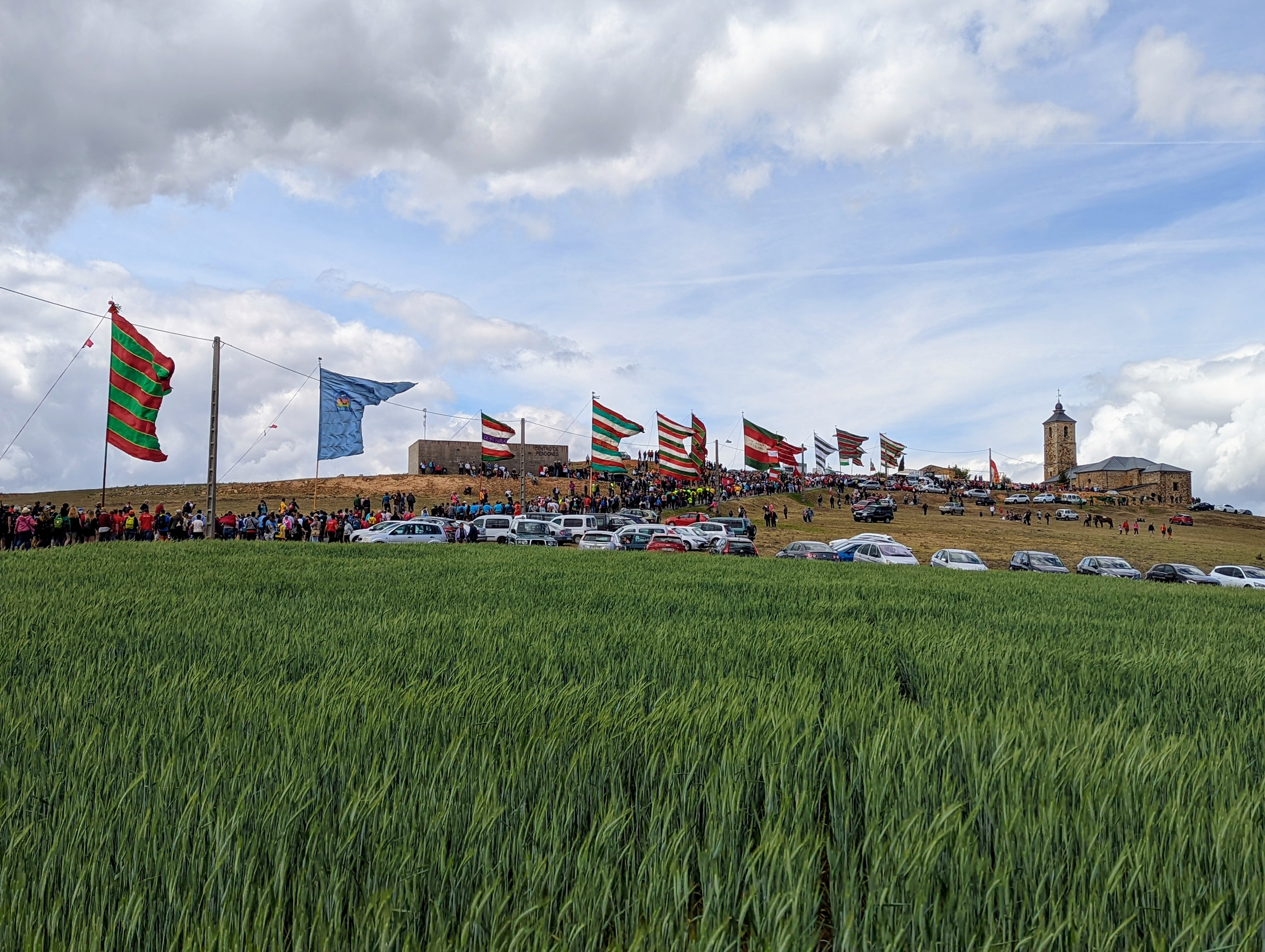
Palacios de la Valduerna participa en la romería de la Virgen de Castrotierra con su pendón y con la imagen de su patrona

A lo largo del año son varios los eventos festivos que tienen lugar en Palacios de la Valduerna. Cronológicamente, el 2 de febrero se celebra la Virgen de las Candelas y el día 5 del mismo mes la fiesta de las Águedas. Ya en primavera, durante la Semana Santa, el Viernes Santo tiene lugar la procesión de la Soledad, el Sábado Santo se bendice el Cirio y Agua Bendita y el Domingo de Resurrección se organiza la procesión del Encuentro entre la Virgen y el Cristo. Al día siguiente, el lunes de Pascua, se celebra el día del pan, el queso y el escabeche de tino por la cofradía de San Lázaro.  El primer fin de semana de mayo, tras la celebración de la Santa Cruz, tiene lugar la fiesta del Cristo de los Afligidos, y en Pentecostés la localidad participa, junto con otras poblaciones valdornesas, en «Las Pascuas», en la que cada pueblo sale en procesión con su Virgen y pendón hasta el santuario de Castrotierra, donde tiene lugar misa y romería.
A principios del mes de agosto tiene lugar el Día de la Valduerna con un desfile de pendones (el perteneciente a Palacios de la Valduerna fue restaurado en 2009) desde Ribas de la Valduerna hasta Palacios de la Valduerna y posterior comida de hermandad en esta última. El día 15 del mismo mes, festividad de la Asunción, se celebra la patrona de la localidad, y por último, en el mes de octubre, el primer fin de semana tiene lugar fiesta del Rosario y el día 12 de octubre los garbanzos cocidos en los tradicionales potes por la cofradía de San Lázaro.

### Eventos
Cada año se celebra el encuentro «Poesía para Vencejos», que se desarrolla en el patio de armas del castillo de los Bazán (visitado anualmente por numerosos vencejos), y en el que cada año participan diferentes poetas de la provincia acompañados de música tradicional. En el mismo acto tiene lugar la entrega del premio nacional de poesía Conrado Blanco León, creado en honor a dicho autor, muy vinculado a la vecina La Bañeza a través de sus poemas. El jurado del mismo lo componen diversas personalidades del mundo de la cultura; la temática, la métrica y la rima son libres.

### Gastronomía

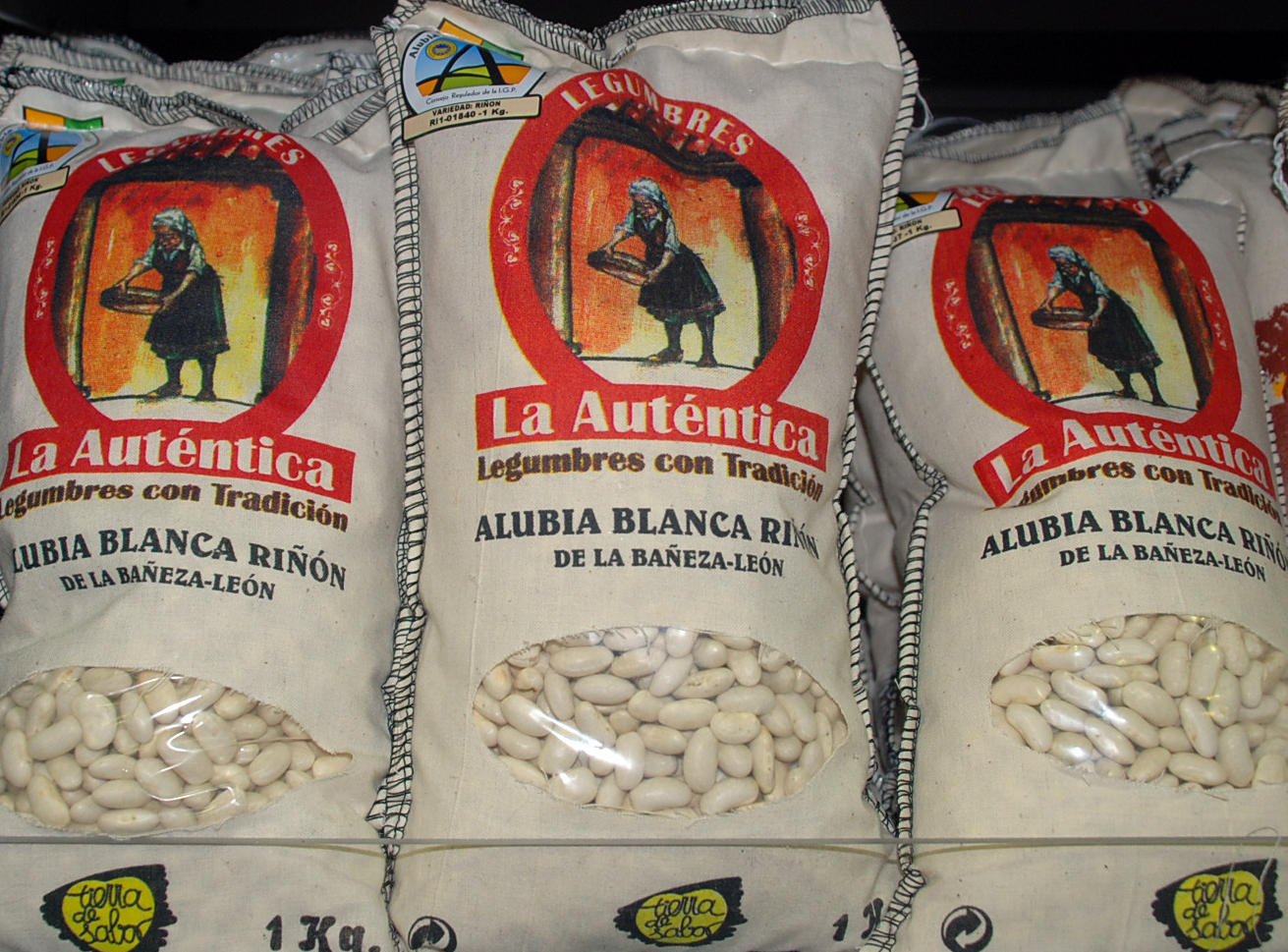
Alubias blancas de riñón de IGP La Bañeza-León

Entre la gastronomía de la zona destacan las ancas de rana (comunes en el entorno de La Bañeza), el estofado, dulces como bollos de bola, bollos de hojaldre, roscón y margaritas, además de varios productos con denominación de origen; las alubias, que en 2006 obtuvieron la Indicación Geográfica Protegida (IGP) de La Bañeza-León, la cecina de León, con Indicación Geográfica Protegida desde 1994, y el lechazo de Castilla y León, también con Indicación Geográfica Protegida desde 1997. Por último, y en relación con los vinos, Palacios de la Valduerna se encuentra dentro de la Denominación de origen Tierra de León, protegido desde 2007.

## Medios de comunicación
Medios escritos
Palacios de la Valduerna no cuenta con medios propios de comunicación por lo que son los existentes en la cercana La Bañeza los que se encargan de difundir la información referida al municipio. De todos ellos destaca el semanario Adelanto Bañezano, fundado en 1932. Del mismo modo, en La Bañeza pueden adquirirse los periódicos nacionales de mayor difusión y los provinciales Diario de León y La Nueva Crónica.
Medios electrónicos
En Palacios de la Valduerna se puede sintonizar alguna de las principales cadenas de radio que operan a nivel nacional y regional como Radio Nacional de España, Cadena SER u Onda Cero, emisoras de carácter específico como Cadena Cien, Los 40 Principales o Cadena Dial, así como aquellas que en las cercanas Astorga y La Bañeza disponen de emisoras locales que emiten espacios dedicados a la actualidad local: Radio Popular de Astorga, esRadio CyL Astorga, Radio María y La Bañeza Radio.
Desde 2010, con la entrada en funcionamiento de la televisión digital terrestre (TDT), se ha multiplicado el número de canales de televisión, tanto generalistas como temáticos y tanto gratis como plataformas de pago, a los que pueden acceder los habitantes del municipio.
En cuanto a internet, a nivel local y comarcal cabe señalar el sitio web del Ayuntamiento donde se ofrece a los ciudadanos la información institucional y turística más significativa, así como el periódico digital Ibañeza.es.

## Deportes
Para la práctica del deporte Palacios de la Valduerna cuenta con varias instalaciones como un frontón, pista de pádel, piscinas exteriores y un polideportivo municipal que aloja un gimnasio y canchas para jugar a baloncesto, fútbol sala y voleibol. En cuanto a entidades deportivas, en 2012 nació Unión Valdornesa Club Deportivo, cuyo propósito es fomentar el deporte entre las distintas localidades del valle del Duerna a través de escuelas de fútbol infantiles, juegos tradicionales o la celebración de campamentos en verano. Asimismo, la asociación supera lo meramente deportivo con la celebración del Día de la Valduerna, en el que se otorga el título de «Valdorneses del Año», a través de distintos actos como un desfile de pendones, exposición de productos de la tierra, música popular y paellada.